# 播州の秋祭り

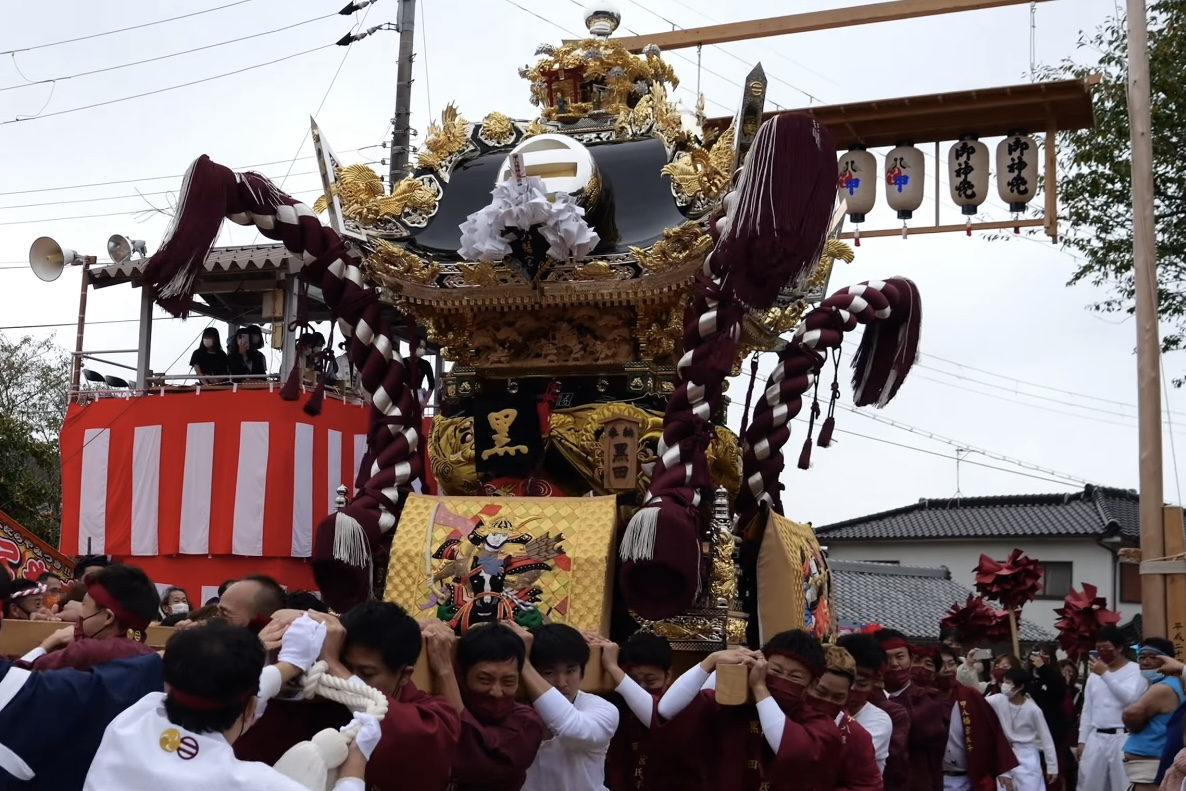
甲八幡神社秋祭り

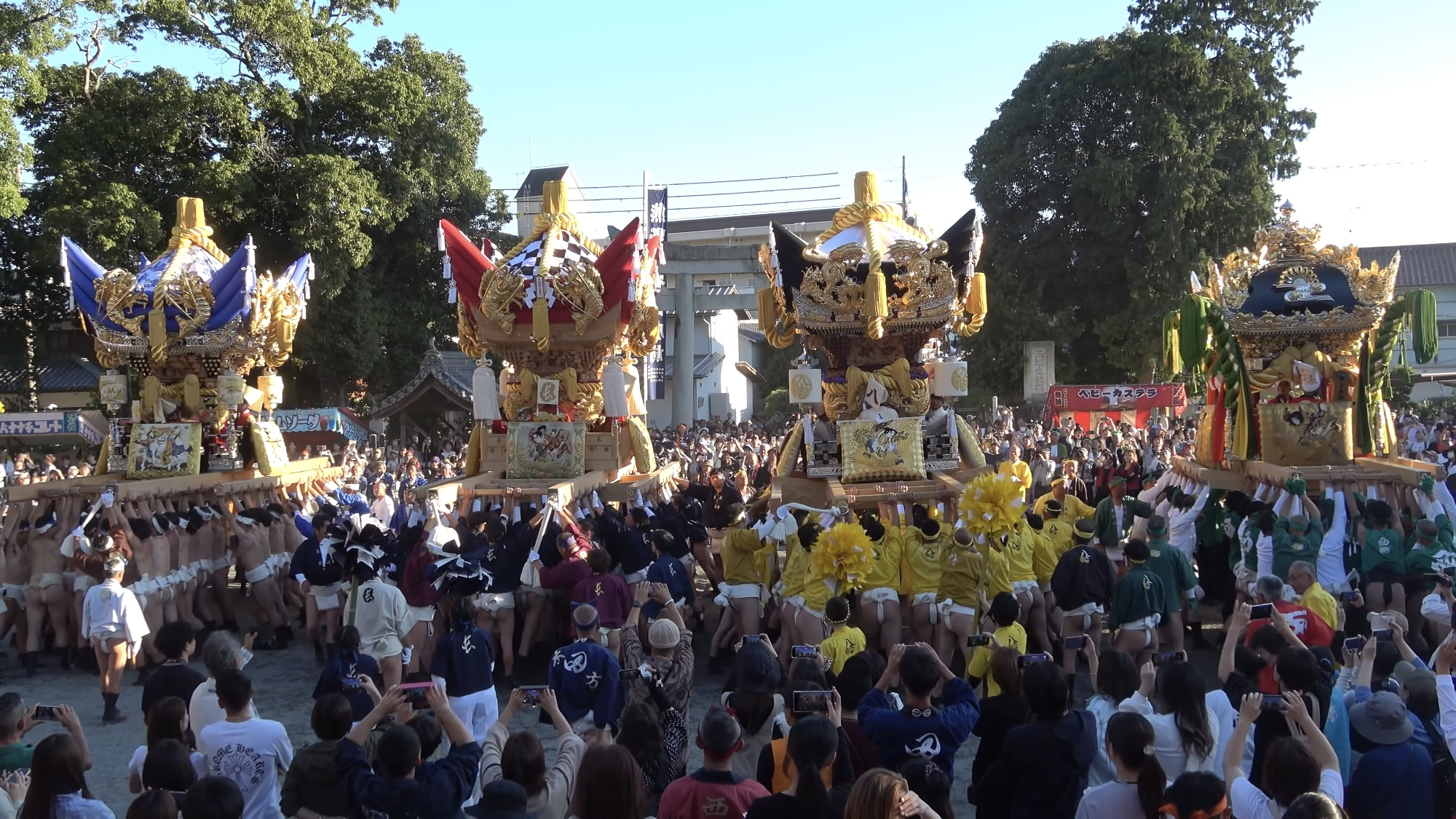
熊野神社秋祭り

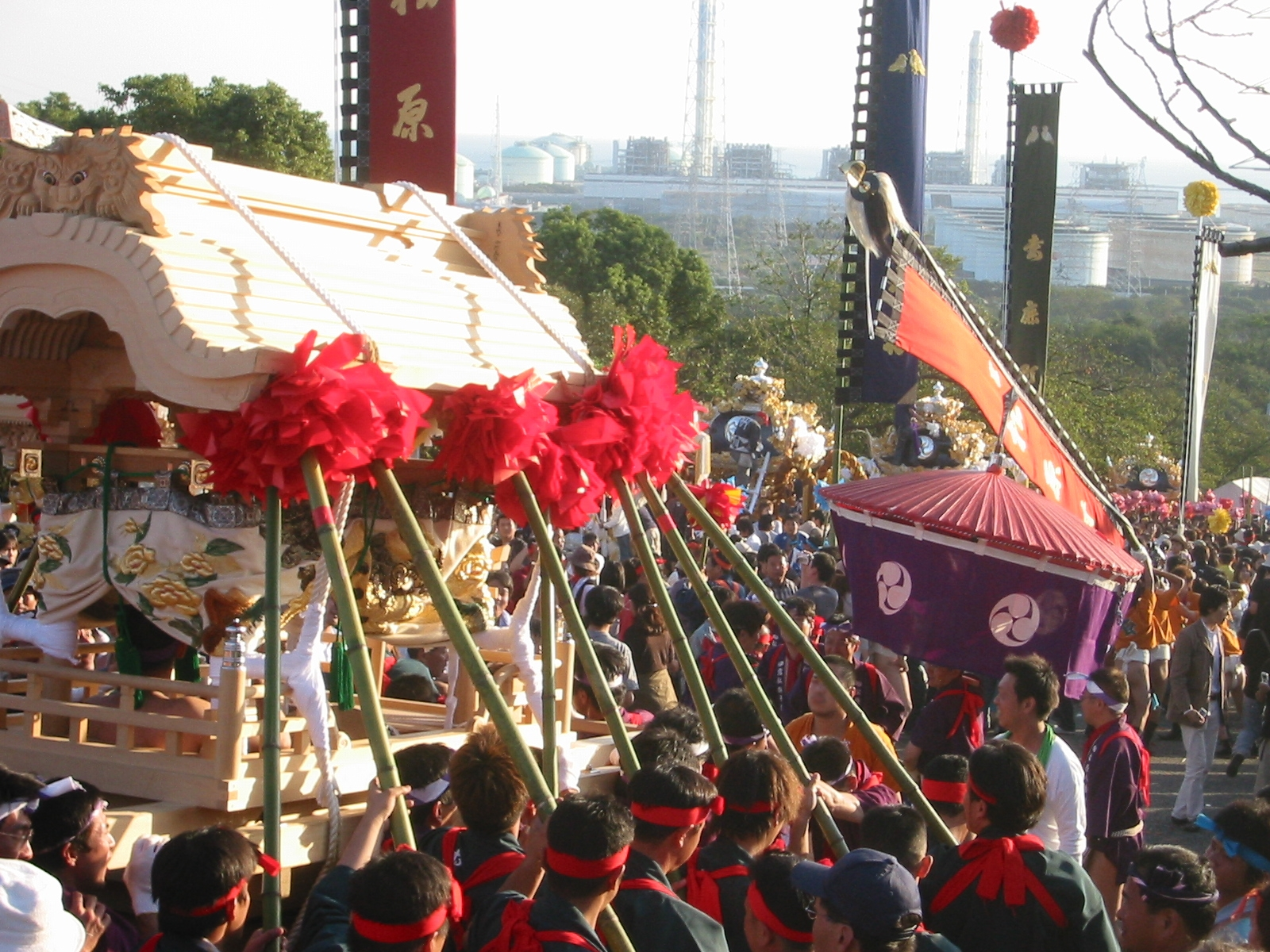
灘のけんか祭り

播州の秋祭り（ばんしゅうのあきまつり）とは、兵庫県南西部の播磨地域一帯の神社で行われる大小様々な秋季例大祭を総じて指し示すときの呼称。多くの神社で屋台（太鼓台）の練り出しが行われる。

## 概要
御旅所への神輿渡御を行う神幸祭形式の祭礼が多い。氏子地域から練り出される屋台は、神輿と形態が似通っているものもあるが神の輿としての役割はなく、渡御のお供・神前での奉納などを役割とし、風流として祭礼を盛り上げる。屋台が標準名としてよく用いられ、通称にはヤッサ、ヤッタイ、タイコなどがある。古くは御先太鼓、家台、矢台、太鼓台、やっさ太鼓と書かれており、18世紀頃には屋台の練り出しが行われていたようだが、明確な起源や由来は不明である。屋台と同じ形態を持つ山車は、太鼓台と総称されている。

### 祭りをおこなっている時期
基本的には毎年、秋の10月にやる場合がある。だが、各自治体の記念やイベントなどにより、10月以外でもやる場合がある。
また、社会情勢などにより中止や自粛する場合がある。例えば、1988年は昭和天皇の容体悪化で自粛のケースや2020年と2021年は新型コロナウイルスにより感染防止のため中止するケースもある。

### 祭りをおこなっている地域
播州秋祭りは基本的には播磨地域一帯で行われている。播磨地域以外にも但馬地域（朝来市等）や神戸地域（神戸市の特に垂水区、西区等）などで見られる。これらは、元来、播磨国であったことに由来する。また、兵庫県以外でも岡山県の美作地域（美作市等）でも播州秋祭りが行われている。
- 岡山県美作市の大原秋祭りの場合、大原地区が姫路と鳥取を結ぶ参勤交代の道であった因幡街道の中程に位置する宿場町として栄えたことによる影響と考えられる。屋台は、明治期には隣の兵庫県佐用町などから伝わった。現在の屋台は姫路の飾磨、網干などで活躍したもので、平成に入って買い替えられた。[1]

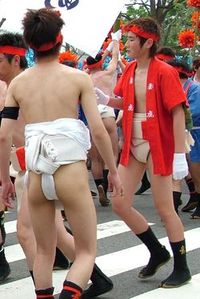
廻し姿の参加者。播州の秋祭り

### 服装及びその他
参加者の服装は各神社・各地区によって異なるが、多くの場合、各地区で揃えた法被や襦袢を着用し、鉢巻を巻き、足袋を履いている。祭りによっては練り子などと呼ばれる屋台の担ぎ手が相撲と同様の廻しを締める。相撲と無関係の祭で廻しを着用するのは、この地方でも、姫路市、高砂市、加古川市等の一部の祭りに限られ、この地方以外では極めて稀である。廻しにならない祭り・地区では股引やニッカボッカ等になったり、普通の着物(着流し)になる場合がある。祭りによっては廻しの地区と廻しでない地区が混在したり、廻しの地区でも廻しに統一しない場合がある（姫路市香寺町、福崎町、他）。祭りによっては小学生以下の少年が太鼓を叩き、薄化粧をして豪華な衣装を着たり、稚児や一ツ物と同じように地面に足をつけないようにするところがある。これらをアマチュアカメラマンが撮影した写真はカメラ雑誌にしばしば登場する他、鉄道雑誌に電車と組み合わせて登場したこともある。ブログに登場する場合も多い。
屋台以外に壇尻を出す地域もあり、その中には獅子檀尻や芸能の舞台になるものがある。獅子舞を奉納する地域も多く、｢播州は獅子どころ｣と言われている。そのほとんどは伊勢の太神楽系統であると言われ、獅子を囃す相手役(綾子と呼ばれる、厚化粧して豪華な衣装を着た少年の場合が多い)が登場するなどする。中には継ぎ獅子や梯子獅子を行うところもある。毛獅子と呼ばれる胴幌が獣毛に覆われた獅子もあるが、これらの舞の形態も太神楽系統であると言われている。
特色ある神事・民俗芸能としては、一ツ物、龍王舞（王の舞）などがある。天正年間の記録に一つ物・神子渡り・神事相撲・獅子舞・田楽（猿楽）・龍王舞・流鏑馬・神輿が祭礼に登場していることが記されており、これらは中世の祭礼に起源を求めることができると考えられている。上記以外の神事や行事を行うところもある（表参照）。
祭りにおいてはシデ棒と呼ばれる、色とりどりの和紙を竹の先で花のように折りこんだ物を作り、手にして練り歩いたり、祭りを行う地域の沿道に立てて目印にする。折り曲げられるポリエチレンで作られたシデ棒も現れている。高校野球では播州の高校の応援団が持ち込んで、後述の「ヨーイヤサー」などといった掛け声と共に振るうことがある。

### 屋台の形態

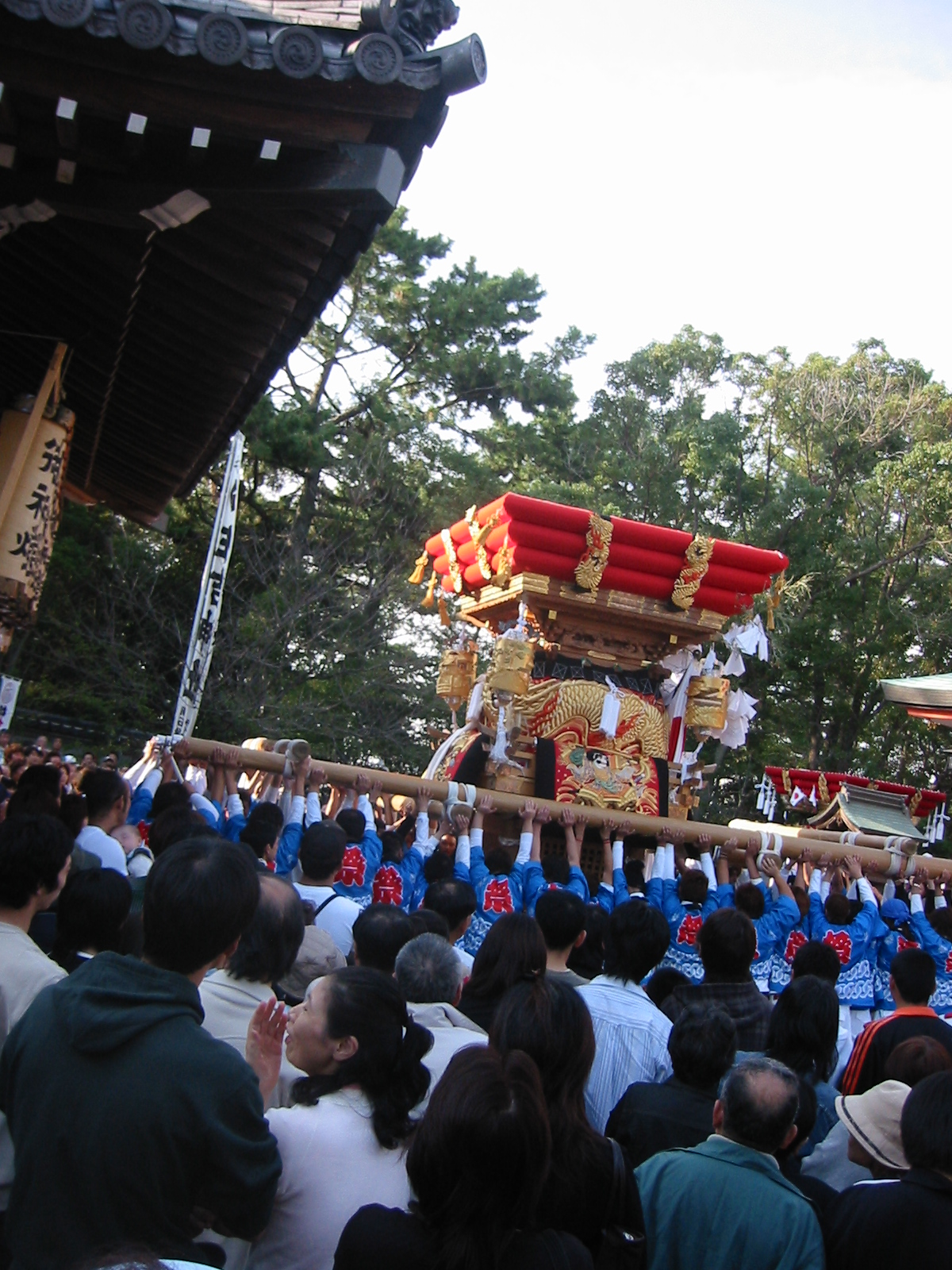
1.魚住住吉神社 西島屋台
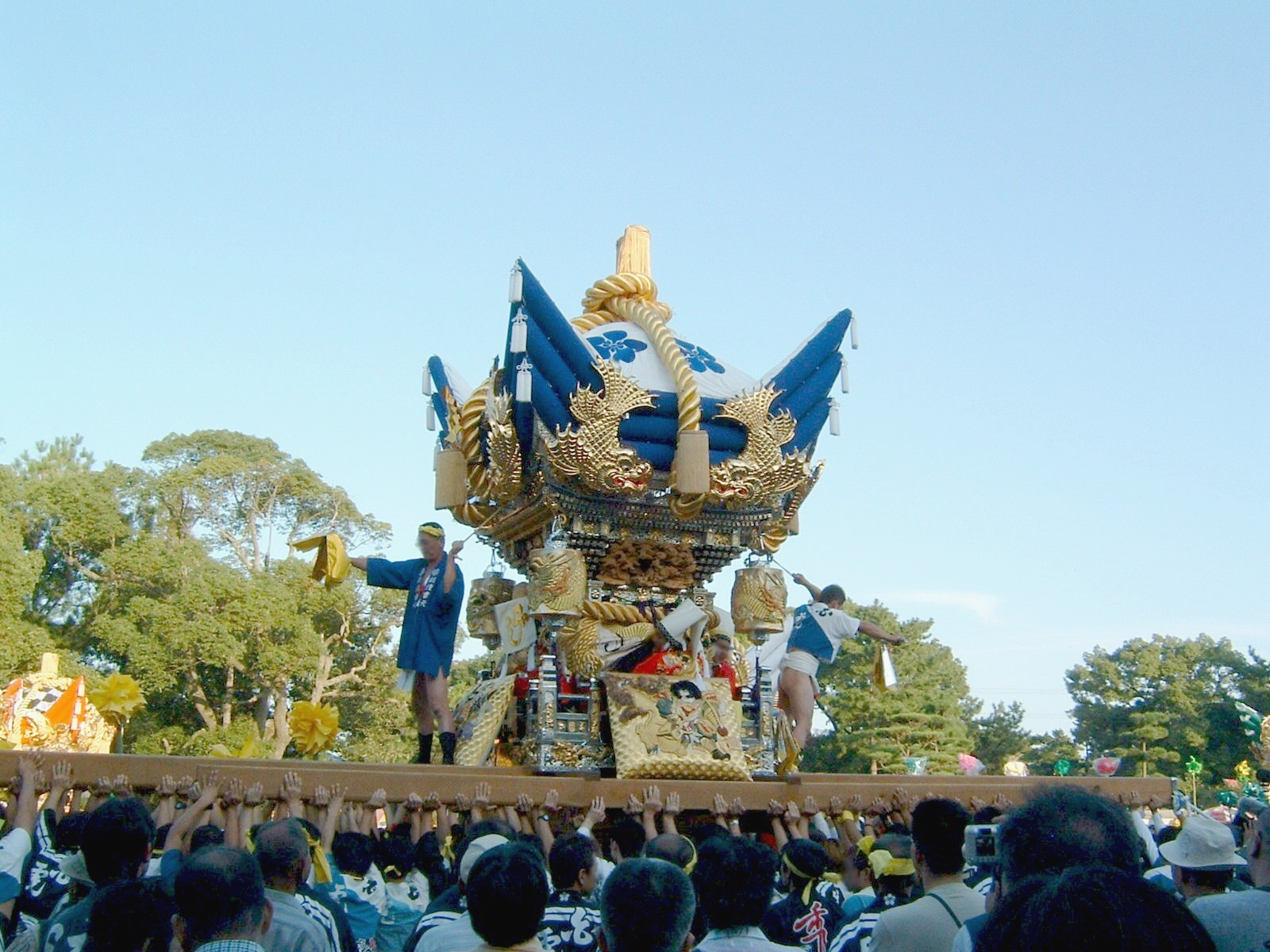
2.曽根天満宮 西之丁屋台
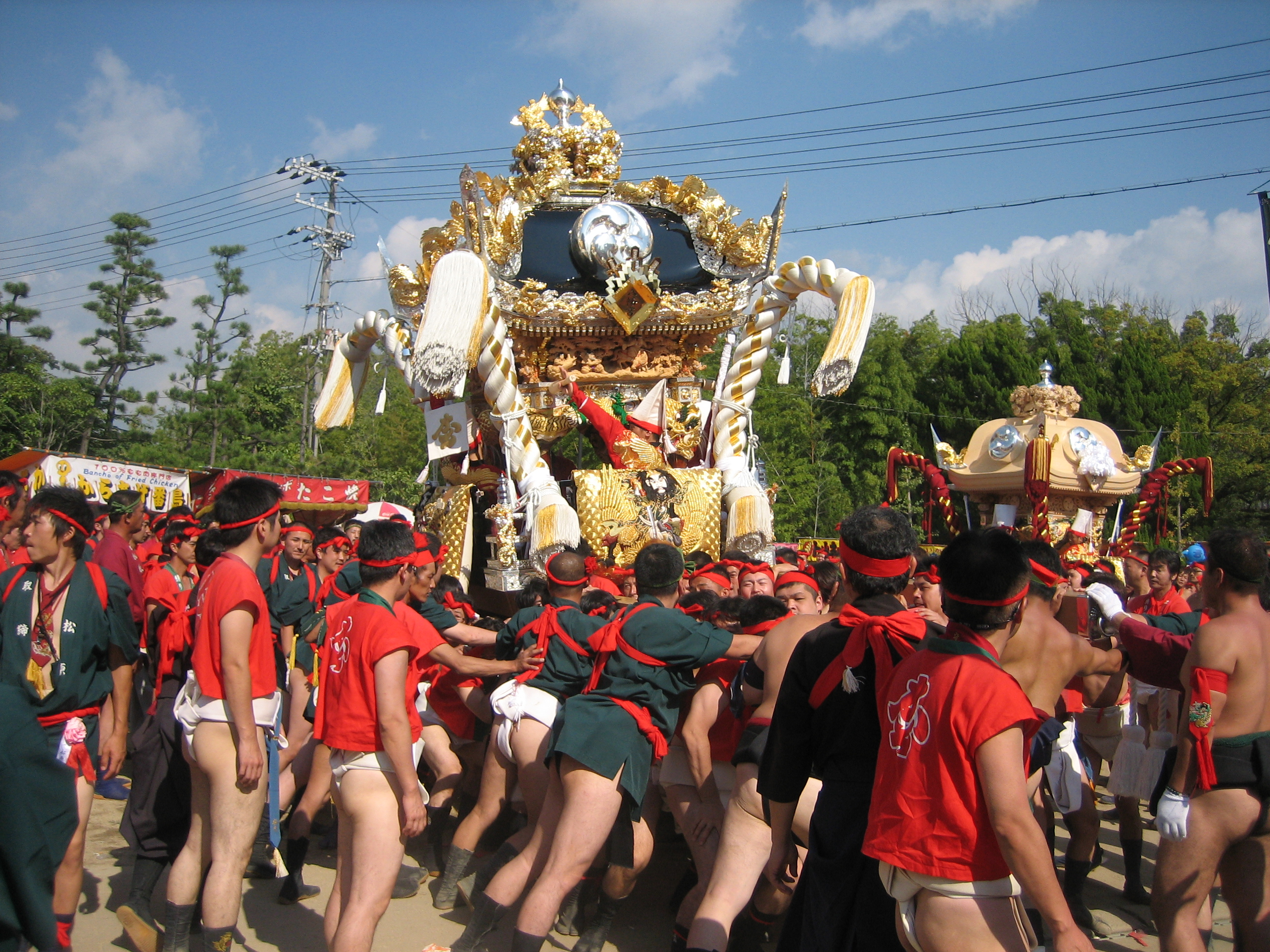
3.灘のけんか祭り 松原屋台
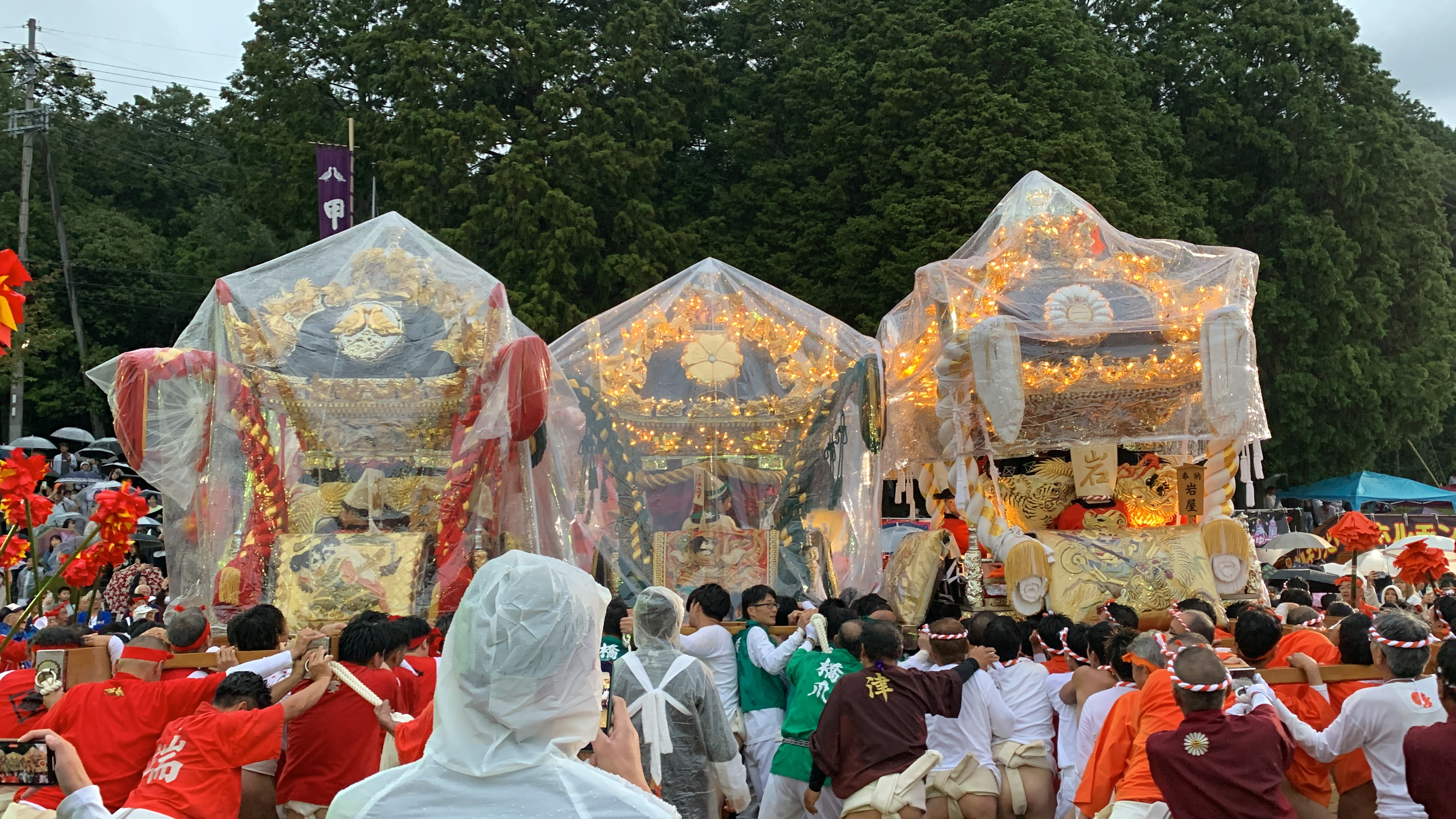
4.甲八幡神社 酒井村・橋爪村・岩屋村屋台 練り合わせの様子
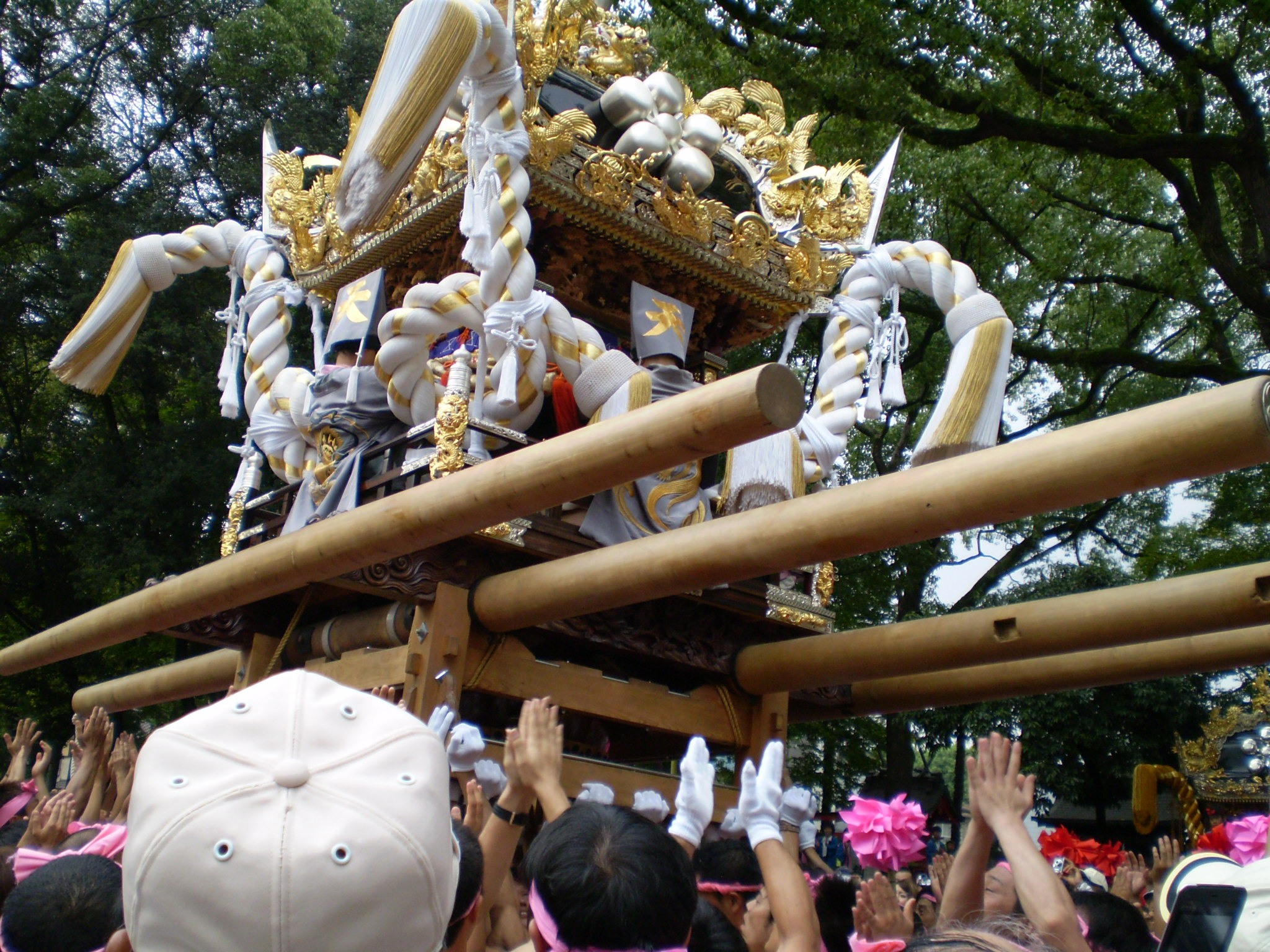
5.浜の宮天満宮 天神屋台 台場差し
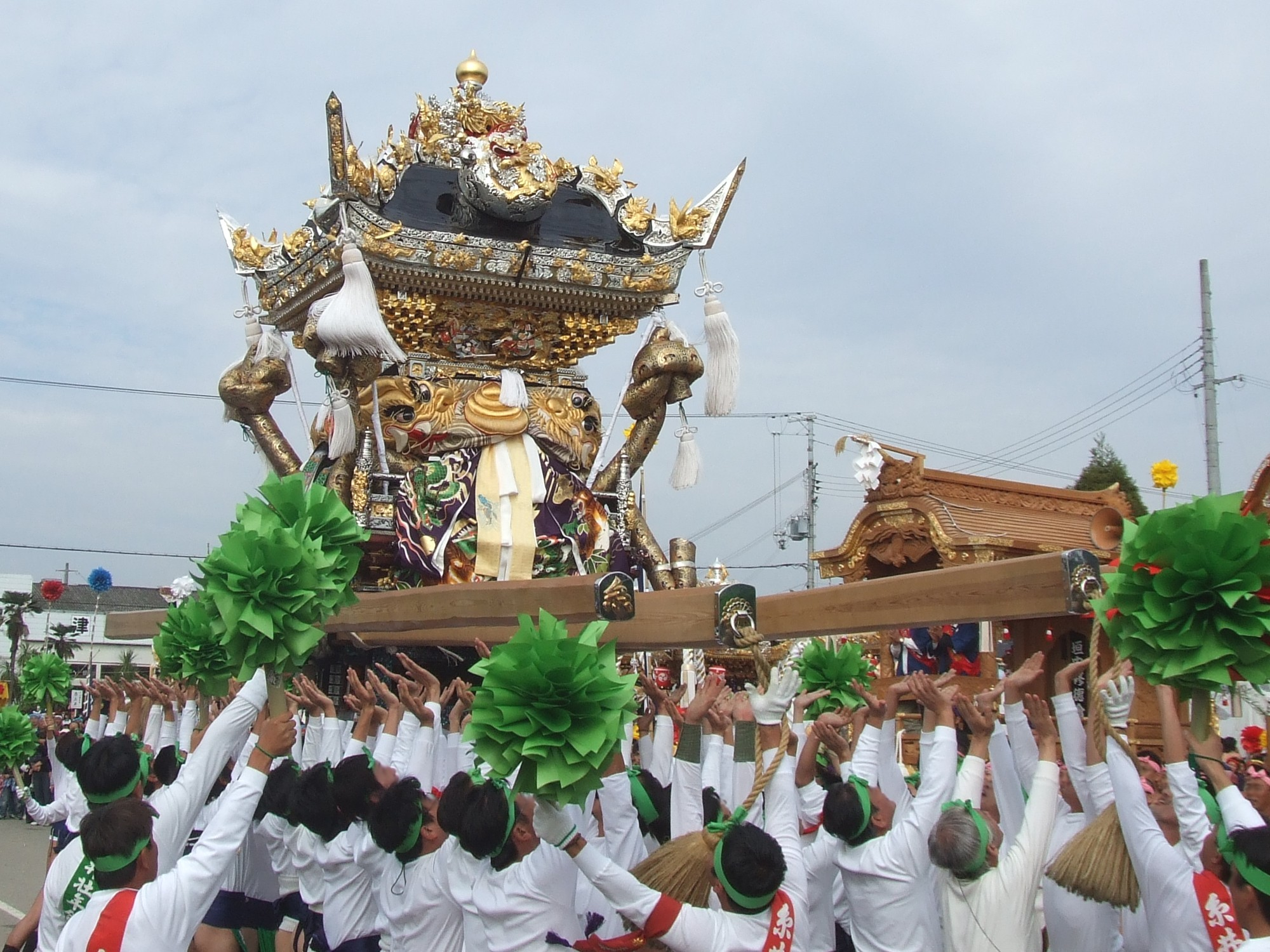
6.魚吹八幡神社 糸井屋台

屋台は同じ地域でありながら様々なものがあり、屋根の形態から布団屋根型と神輿屋根型に大別される。布団屋台は東播方面・北播方面に多く、神輿屋根型屋台は中播方面・西播方面に多い。
平型布団屋台布団屋台には赤色の平たい布団の屋根を持つ屋台（写真1）があり、この型の屋台は播磨地域以外の太鼓台（ふとん太鼓など）と類似点が多い。主に東播方面で見られる。
山型布団屋台もう一方の布団屋台は布団の中央を山型にし、四隅を反り上げたもの（写真2）で、布団屋台と神輿屋台の折衷と言える。こちらは高砂市の曽根天満宮や生石神社や加古川市北部や北播方面で多く見られる。そり屋根布団屋台と呼ばれる場合もある。
神輿屋根型屋台神輿屋根型屋台は神輿と同様に宝形造りの屋根を持つもの（写真3）である。この型の屋台は播磨地域以外の太鼓台とは趣を異にしており、播州屋台の特徴の一つと言える。神輿屋根型屋台も、装飾や運行形態によって中播方面(灘型)と西播方面(魚吹型)とで2種類に分けられる。
上記4種の分類方法はほぼ一定であるが、その分類名については必ずしも一定でない。また、祭りによってはこれらの屋台が混在しているところもある。
地域によって異なった屋台練り（神輿ぶり）があり、秋祭りの見所となっている。また、複数台の屋台同士を合わせ練りを行う練り合わせ（写真4）や、一般的な差し上げの他に、土台部分のみでの台場練りや台場差し（写真5）、放り上げるチョーサー（写真6）、複数台での練り合せ・練り違いなどがある。掛け声は神輿を担ぐ際によく掛けられる「ワッショイ」ではなく、「ヨーイヤサー」が一般的である。この掛け声のルーツについては様々な説がある。「チョーサー」という掛け声を用いる地域も多い。
また、旧神南町地域や福崎町といった中播北部では「サラバ節」や「別れ打ち」と呼ばれる掛け声が行われる場所もある。祭礼に集まった屋台が帰路に着く際や、屋台を収納する場合に用いられ、「さらばさらば笹の葉、よぅ来たよのは、また来い松の葉」という歌で締めるものである。「別れ打ち」の場合はこの歌を一巡して締めとするが、「サラバ節」の場合は何度も繰り返して歌う。その他、「また来い松の葉」の続きに歌詞を追加したり歌わずリズムだけ取る地域も存在する。

## 神社別祭礼
| 神社                   | 祭礼日                           | 所在地                        | 備考 |
| ---------------------- | -------------------------------- | ----------------------------- | --- |
| 甘地八幡神社           | 9月第1または第2日曜              | 神崎郡市川町 甘地             | 「獅子舞」 県指定重要無形民俗文化財 |
| 伊川谷惣社             | 10月第一土日                     | 神戸市西区伊川谷町 上脇1005   | 土曜日が宵宮、日曜日は昼宮。4台の布団太鼓が集結。 北別府地区の平屋根五枚布団屋根が特徴的。(一枚一枚が薄い）                                                                                           |
| 若宮神社               | 10月第1日曜                      | 三木市吉川町 稲田557          | 「ヤホー神事」 県指定重要無形民俗文化財 |
| 高岡神社（稲荷大明神） | 10月第1日曜                      | 加東市高岡                    | 「タイコ３台」 |
| 上鴨川住吉神社         | 10月4,5日（2011年は1，2日）      | 加東市上鴨川 571              | 「神事舞」 国の重要無形民俗文化財 |
| 恵美酒宮天満神社       | 10月8,9日                        | 姫路市飾磨区 恵美酒14         | 24人の練り子が土台で練る「台場練り」 市指定重要無形民俗文化財 |
| 浜之宮天満宮           | 10月8,9日                        | 姫路市飾磨区 須加40           | 24人の練り子が土台で差し上げる「台場差し」 市指定重要無形民俗文化財。「寛政十二年三月」の神額。 |
| 蒲田神社               | 体育の日の前の土日               | 姫路市広畑区 蒲田             | 幟練り 4台の子供屋台・9台の大屋台による 途切れることの無い屋台練り |
| 津田天満神社           | 体育の日の前の土日               | 姫路市飾磨区 構912            | 屋台の一気差し、拝殿内での屋台練り、獅子舞 |
| 大歳神社               | 体育の日の前の土日               | 姫路市御国野町 深志野         | 神輿・屋台の巡行、獅子舞 |
| 犬飼神明神社           | 体育の日の前の土日               | 姫路市香寺町 犬飼66           | 「獅子舞」 県指定重要無形民俗文化財 |
| 石上神社               | 体育の日の前の土日               | 西脇市板波町 4-1              | 「なまずおさえ神事」 県指定重要無形民俗文化財 儀礼相撲 |
| 大宮八幡宮             | 体育の日の前の土日               | 三木市本町 2丁目19-1          | 三木の秋祭り 85段の石段を登っての宮入り |
| 神吉八幡神社           | 体育の日の前の土日               | 加古川市西神吉町 宮前         | 神幸行列、3台の屋台の巡行 |
| 荒井神社               | 体育の日の前の土日               | 高砂市荒井町 千鳥2丁目23-12   | 仁輪加太鼓、舞子、伊達下がり少女 |
| 小松原三社大神社       | 体育の日の前の土日               | 高砂市荒井町 小松原2286-1     | 仁輪加太鼓、練子、乗子に加え、舞子（艶麗な衣装の踊り子）も登場 |
| 米田天神社             | 体育の日の前の土日               | 高砂市米田町 米田             | 天狗面の人が先導 |
| 貴船神社               | 体育の日の前の土日               | 多可郡多可町 八千代区中野間   | 山型布団屋台3台 |
| 奥大歳神社             | 体育の日の前の土日               | 神崎郡市川町 奥               | 神輿・屋台の巡行、獅子舞 |
| 二之宮神社             | 体育の日の前の土日               | 神崎郡福崎町 山崎1011         | 13台の屋台 |
| 熊野神社               | 体育の日の前の土日               | 神崎郡福崎町 西田原1539       | 12台の屋台、「浄舞」 |
| 大歳神社               | 体育の日の前の土日               | 神崎郡福崎町 八千種1340       | 7台の屋台 |
| 中島天満宮             | 体育の日の前の土日               | 姫路市飾磨区                  | 神輿・屋台の巡行、獅子舞 |
| 甲八幡神社             | 体育の日の前の土日               | 姫路市豊富町豊富1375          | 15ヶ村の神輿屋根屋台 長持ち道中 神社へと続く坂の駆け上がり |
| 天満神社               | 体育の日の前の土日               | 加古郡稲美町 国安             | 2台の屋台（平型布団屋台、神輿屋根屋台） 「獅子舞（8ヶ村）」 神輿を天満大池に投げ込む「神輿渡御」 |
| 高峰神社               | 体育の日の前の日曜日             | 加西市 畑町                   | 屋台5台、少女の浦安の舞 |
| 高岳神社               | 体育の日の前の日曜日（本宮）     | 姫路市西今宿 8-5-8            | 12台の屋台が宮入と拝殿練り 石段のぼりや幟一斉練り、屋台6台練り |
| 日吉神社               | 体育の日後の土日                 | 神崎郡神河町 比延             | 2台の布団屋台 5台の神輿屋台 3台のトンボ行列 土曜日の宵宮、日曜日の本宮。 |
| 竹田秋祭り             | 10月第2土日曜日                  | 朝来市和田山町 竹田           | 大小21台の「やっさ」 ※但馬だが播磨に酷似 |
| 大避神社               | 10月第2日曜日                    | 赤穂市坂越 1297               | 神輿の船渡御 通称「坂越の船祭り」 国の選択無形民俗文化財 |
| 大窪八幡宮             | 10月第2土日                      | 大久保町大窪                  | 健重要文化財指定獅子舞 5台の布団太鼓 昔から続く豪華な練り行灯 青年団の三三七拍子 デカンショ節 小型だんじり                                                                                            |
| 稲爪神社               | 10月上旬                         | 明石市大蔵本町 6-10           | 「大蔵谷獅子舞」 県指定重要無形民俗文化財 「囃口流し」「牛乗り」 市指定重要無形民俗文化財 |
| 姫宮神社               | 10月上旬                         | 朝来市生野町 生野             | 山型布団屋台と神輿屋根屋台 ※但馬だが播磨に酷似 |
| 高砂神社               | 10月10,11日                      | 高砂市高砂町 東宮町190        | 神幸祭 3年に1度の船渡御神事 厚化粧で伊達下がりの少女が先導 |
| 湊神社                 | 10月13,14日                      | 姫路市的形町 的形1249         | 屋台練り |
| 曽根天満宮             | 10月13,14日                      | 高砂市曽根町 2286-1           | 「曽根天満宮一ツ物神事」 県指定重要無形民俗文化財 竹割り |
| 大塩天満宮             | 10月14,15日                      | 姫路市大塩町 汐咲1丁目50      | 「大塩の獅子舞」 県指定重要無形民俗文化財 |
| 松原八幡神社           | 10月14,15日                      | 姫路市白浜町 甲399            | 「松原八幡神社秋季例祭風流」 県指定重要無形民俗文化財 通称「灘のけんか祭り」 |
| 生石神社               | 10月第3土日曜日                  | 高砂市阿弥陀町 生石171        | けんか神輿と、山型ふとん屋根屋台 赤囃子、竹割り |
| 廣畑天満宮             | 10月第3日曜日（本宮）            | 姫路市広畑区 北野町二丁目3    | 神輿・屋台の宮入と拝殿練り 梯子獅子 |
| 荒川神社               | 10月第3日曜日（本宮）            | 姫路市井ノ口 437              | 練り場から拝殿への階段登り 通称「小芋祭り」 市指定重要無形民俗文化財 |
| 赤穂八幡宮             | 10月第3日曜日                    | 赤穂市尾崎 203                | 神幸式 頭人行列 「獅子舞」 県指定重要無形民俗文化財 |
| 伊和神社               | 10月15,16日                      | 宍粟市一宮町 須行名407        | 例大祭 神幸祭 |
| 御厨神社               | 10月中旬                         | 兵庫県明石市 二見町東二見1323 | 明石市最大の規模。8台の屋台が集結する。 明石のけんか祭りと呼ばれ各村の氏子たちが「文明」という歌を歌いながら練り上げる。 特有の「投げ落とし」と呼ばれる練りを行う。(差し上げてから一気に地面に落とす) |
| 英賀神社               | 10月17,18日                      | 姫路市飾磨区 英賀宮2丁目70    | 大小18台の屋台の宮入と拝殿練り 梯子獅子 |
| 梛八幡神社             | 10月20日                         | たつの市神岡町 沢田字梛山38   | 「継獅子」 県指定重要無形民俗文化財 |
| 魚吹八幡神社           | 10月21,22日                      | 姫路市網干区 宮内193          | 「魚吹八幡神社秋季例祭風流」 県指定重要無形民俗文化財 提灯行列と桜門前での提灯練り。通称「提灯祭り」 乗り子は化粧した小学生 屋台/檀尻/獅子檀尻 計23台と播州地区でも群を抜いており播州一の規模を誇る。 |
| 富嶋神社               | 10月24、25日またはその直前の土日 | たつの市御津町 苅屋519        | 大小7台の屋台と獅子壇尻1台の宮入 |